# Kriegerdenkmal Schenkenhorst
Das Kriegerdenkmal Schenkenhorst ist ein denkmalgeschütztes Kriegerdenkmal im Ortsteil Schenkenhorst der Stadt Gardelegen in Sachsen-Anhalt. Im örtlichen Denkmalverzeichnis ist das Kriegerdenkmal unter der Erfassungsnummer 094 85005 als Baudenkmal verzeichnet.
Beim Denkmal, an der Dorfstraße in der Mitte des Ortes, handelt es sich um einen Findling auf einem mehrstufigen Sockel. Es wird von einem Schwert mit einem Kranz Eichenlaub verziert und gekrönt durch einen Adler mit ausgebreiteten Schwingen. Im unteren Drittel des Denkmals ist eine Gedenktafel angebracht zur Erinnerung an die gefallenen Soldaten des Ersten Weltkriegs und des Zweiten Weltkriegs und beinhaltet eine Inschrift ohne Namensnennung.
Auf dem Friedhof südlich des Denkmales ist ein Grab für einen an seinen Verwundungen verstorbenen Soldaten erhalten geblieben. In der Dorfkirche Schenkenhorst sind zur Erinnerung an die Gefallenen des Ersten Weltkriegs und des Zweiten Weltkriegs Gedenktafeln mit Namensnennungen sowie eine Gedenktafel für den in Schenkenhorst verstorbenen Generalleutnant Rudolph Georg Wilhelm von Hammerstein angebracht.